# B.C. Open
O B.C. Open foi um torneio masculino de golfe do PGA Tour, que foi disputado anualmente entre os anos de 1971 e 2006 no estado de Nova Iorque. O torneio sempre realizava-se no En Joie Golf Club (de 1971 até 2005) em Endicott, Nova Iorque, mas por causa das inundações em 2006, o torneio foi transferido para Atunyote Golf Club em Verona.
Em 1973, Hubert Green conquista o título do B.C Open pela primeira vez do então torneio integrante do calendário oficial do PGA Tour. Green terminou com seis tacadas de vantagem sobre Dwight Nevil.
Em 2006, John Rollins vence a última edição do B.C. Open. Terminou com uma tacada à frente do Bob May.